# EMBOSS

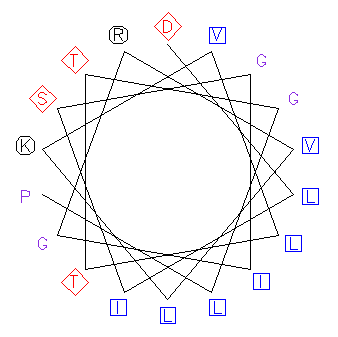
PEPWHEEL, una herramienta de EMBOSS, analizando la estructura proteica de una hélice alfa proteica.

EMBOSS es una suite bioinformática de tipo open source creada por EMBnet que es empleada fundamentalmente en biología molecular y genética. EMBOSS es un acrónimo procedente del inglés «European Molecular Biology Open Software Suite». Se trata de un software versátil que recibe datos en multitud de formatos y que los analiza de múltiples maneras. Contiene multitud de herramientas centradas en el análisis de ácidos nucleicos y proteínas. Si bien se ejecuta en la línea de comandos, existen GUIs que facilitan su manipulación bajo un entorno gráfico.

## Aplicaciones de EMBOSS
| Grupo                           | Descripción                                                      |
| ------------------------------- | ---------------------------------------------------------------- |
| Acd                             | Utilidades para archivos Acd                                     |
| Alignment consensus             | Obtiene secuencias consenso                                      |
| Alignment differences           | Encuentra diferencias entre secuencias                           |
| Alignment dot plots             | Comparaciones de secuencias tipo dot blot                        |
| Alignment global                | Alineamiento de secuencias global                                |
| Alignment local                 | Alineamiento de secuencias local                                 |
| Alignment multiple              | Alineamiento de secuencias múltiple                              |
| Display                         | Muestra secuencias                                               |
| Edit                            | Edita secuencias                                                 |
| Enzyme kinetics                 | Calcula parámetros de cinética enzimática                        |
| Feature tables                  | Herramientas de anotación                                        |
| HMM                             | Análisis de modelo oculto de Márkov                              |
| Information                     | Ayuda general e información                                      |
| Menus                           | Interfaz de menús                                                |
| Nucleic 2d structure            | Estructura secundaria de ácidos nucleicos                        |
| Nucleic codon usage             | Uso de codones                                                   |
| Nucleic composition             | Composición de nucleótidos de un ácido nucleico                  |
| Nucleic CpG islands             | Detección de islas Cpg                                           |
| Nucleic gene finding            | Predicción de genes                                              |
| Nucleic motifs                  | Búsqueda de motivos en ácidos nucleicos                          |
| Nucleic mutation                | Mutación de ácidos nucleicos                                     |
| Nucleic primers                 | Predicción de cebadores                                          |
| Nucleic profiles                | Generación de perfiles de ácidos nucleicos                       |
| Nucleic repeats                 | Detección de repeticiones en ácidos nucleicos                    |
| Nucleic restriction             | Análisis de restricción                                          |
| Nucleic RNA folding             | Análisis del plegamiento de ARN                                  |
| Nucleic transcription           | Predicción de promotores, terminadores y factor de transcripción |
| Nucleic translation             | Traducción de secuencias                                         |
| Phylogeny consensus             | Métodos de filogenia por consenso                                |
| Phylogeny continuous characters | Métodos de filogenia por carácter continuo                       |
| Phylogeny discrete characters   | Métodos de filogenia por carácter discreto                       |
| Phylogeny distance matrix       | Métodos de filogenia por distancia                               |
| Phylogeny gene frequencies      | Métodos de filogenia por frecuencia génica                       |
| Phylogeny molecular sequence    | Análisis de secuencias y filogenia                               |
| Phylogeny tree drawing          | Dibujo de árboles filogenéticos                                  |
| Protein 2d structure            | Estructura secundaria de las proteínas                           |
| Protein 3d structure            | Estructura terciaria de las proteínas                            |
| Protein composition             | Composición de secuencias proteicas                              |
| Protein motifs                  | Búsqueda de motivos proteicos                                    |
| Protein mutation                | Mutación de proteínas                                            |
| Protein profiles                | Búsqueda en perfiles de proteínas                                |
| Test                            | Herramientas de prueba, no para uso general                      |
| Utils database creation         | Instalación de bases de datos                                    |
| Utils database indexing         | Indexado de bases de datos                                       |
| Utils misc                      | Utilidades varias                                                |